# Lars Magnus Béen
Lars Magnus Béen född 5 december 1820 i Helsingborgs stadsförsamling, död 19 augusti 1905, var en svensk kyrkomusiker och tonsättare. 
Béen var musiker (skvadrontrumpetare, befordrad till stabstrumpetare 1844) vid Skånska husarregementet 1838–1858. Han studerade till organist vid Kungliga Musikaliska Akademiens undervisningsverk och avlade examen 1850. Han var från 1855 verksam som organist i Allerum och Fleninge församlingar. Béen invaldes som agré i Kungliga Musikaliska Akademien 1850 och blev associé nr 77 den 28 februari 1857.
En av hans mest kända kompositioner är Sköna maj, välkommen. Melodin användes tidigare även till påsksången O, vad fröjd, han lever, vår Immanuel.